# إطلاق الريح المهبلي
إطلاق الريح المهبلي (بالإنجليزية: Vaginal flatulence)‏ هي عملية إطلاق الريح من المهبل نتيجة الجماع أو عمليات الاتصال الجنسي الأخرى أو القيام ببعض التمارين أو الشد حيث غالبا ما يكون الصوت مشابها لصوت غازات البطن الصادر من الشرج ولكن لا يكون مصحوبا بأي روائح كريهة. هنالك بعض الحالات التي يكون فيها الغاز المنبعث من المهبل مصحوبا برائحة قوية أو براز حيث قد يكون ذلك عرض لحالة تعرف بالناسور المستقيمي المهبلي والذي هو عبارة عن تمزق بين القولون والمهبل الذي قد ينتج عن عملية جراحية أو الولادة أو بعض الأمراض ك داء كرون  أو أسباب أخرى. يمكن أن يؤدي الناسور المستقيمي المهبلي إلى التهاب الجهاز البولي أو تعقيدات أخرى. أيضا يمكن أن يكون عرض لتدلي داخلي للجهاز التناسلي الأنثوي الذي يشيع حدوثه جراء الولادة.

## المدقم
المدقم على وزن المحسن هي من النساء التي يسمع لفرجها صوت عند الجماع ويقال كذلك المدقمة.